# Renato Rascel
Renato Rascel (eigentlich: Renato Ranucci; * 27. April 1912 in Turin; † 2. Januar 1991 in Rom) war ein italienischer Sänger und Schauspieler. Zwischen 1942 und 1972 wirkte er in 50 Filmen mit, aufgrund seiner geringen Körpergröße erhielt er den Spitznamen il piccoletto nazionale.

## Leben
Als Sohn eines Operettensängers und einer Balletttänzerin kam er früh mit dem Theater in Berührung und wurde auch musikalisch aktiv. Ab 1933 war er regelmäßig als Darsteller im Teatro Lirico in Mailand zu erleben. Ab 1942 wurde er für den Film entdeckt und spielte dort zahlreiche, meist humoristische Rollen. Ein herausragendes Werk war Der Mantel von 1952, für dessen Hauptrolle er den Nastro d’Argento erhielt.
Musikalisch waren Merci beaucoup (1953) und Arrivederci Roma (1955) seine größten Hits. Als Gewinner des Sanremo-Festivals 1960 mit der Ballade Romantica durfte er beim Eurovision Song Contest 1960 in London antreten. Hier erreichte er einen achten Platz. Ab Anfang der 1970er Jahre legte er seinen Fokus wieder verstärkt auf Musik und Theater.

## Filmografie (Auswahl)
Darsteller
- 1951: Io sono il Capataz
- 1951: Keine Liebe, aber… aber… (Amor non ho… però… però)
- 1952: Der Mantel (Il cappotto)
- 1952: Il bandolero stanco (& Drehbuch)
- 1953: Gauner mit Herz (Piovuto da cielo) (& Drehbuch)
- 1953: La passeggiata (& Regie und Drehbuch)
- 1957: Arrivederci Roma (Seven Hills of Rome)
- 1957: Die Monte Carlo Story (Monte Carlo)
- 1958: Tolpatsch macht Karriere (Policarpo, ufficiale di scrittura)
- 1959: Kasernengeflüster (Un militare e mezzo)
- 1960: Rosemarie GmbH (Anonima cocottes)
- 1961: Das Jüngste Gericht findet nicht statt (Il giudizio universale)
- 1961: Auf Ihr Wohl, Herr Interpol (En pleine bagarre)
- 1961: Unser Bursche, der Herr Professor (Gli attendenti)
- 1969: Sein bestes Stück verkauft man nicht (Il trapianto)
- 1977: Jesus von Nazareth (Gesù di Nazareth)

Filmmusik
- 1972: Pinocchio (Un burattino di nome Pinocchio)